# Trofeo Matteotti 2015
Il Trofeo Matteotti 2015, sessantottesima edizione della corsa e valido come prova del calendario dell'UCI Europe Tour 2015 categoria 1.1, si è svolto il 19 luglio 2015 su un percorso totale di 188,5 km. È stato vinto dal russo Evgenij Šalunov che ha terminato la gara in 4h54'43".
Su 117 ciclisti partenti, solo 43 hanno portato a termine la gara. Ha preso parte alla gara anche la Nazionale di ciclismo su strada dell'Italia, guidata dal CT Davide Cassani.

## Squadre e corridori partecipanti
| N.    | Cod. | Squadra                      |
| ----- | ---- | ---------------------------- |
| 1-8   | AND  | Androni Giocattoli-Venezuela |
| 11-18 | ITA  | Nazionale italiana           |
| 21-28 | BAR  | Bardiani-CSF                 |
| 31-38 | STH  | Southeast Pro Cycling Team   |
| 41-48 | NIP  | Nippo-Vini Fantini           |
| 51-58 | RVL  | RusVelo                      |
| 61-68 | UNI  | Unieuro-Wilier               |
| 71-78 | IDE  | Team Idea 2010 ASD           |

| N.      | Cod. | Squadra                |
| ------- | ---- | ---------------------- |
| 91-98   | AMO  | Amore & Vita-Selle SMP |
| 101-108 | MKT  | Meridiana-Kamen Team   |
| 111-118 | ROT  | Roth-Škoda             |
| 121-128 | GMC  | GM Cycling Team        |
| 131-138 | AZT  | D'Amico-Bottecchia     |
| 141-148 | VHS  | MG.K Vis-Vega          |
| 151-158 | LOK  | Lokosphinx             |
| 161-168 | TIK  | Itera-Katusha          |

## Ordine d'arrivo (Top 10)
| Pos. | Corridore           | Squadra      | Tempo    |
| ---- | ------------------- | ------------ | -------- |
| 1    | Evgenij Šalunov     | Lokosphinx   | 4h54'43" |
| 2    | Andrea Pasqualon    | Roth-Škoda   | a 30"    |
| 3    | Davide Viganò       | Idea 2010    | s.t.     |
| 4    | Antonino Parrinello | D'Amico      | s.t.     |
| 5    | Enrico Battaglin    | Bardiani-CSF | s.t.     |
| 6    | Diego Ulissi        | Italia       | s.t.     |
| 7    | Michele Scartezzini | MG.K Vis     | s.t.     |
| 8    | Oliviero Troia      | Italia       | s.t.     |
| 9    | Sergej Šilov        | Lokosphinx   | s.t.     |
| 10   | Oscar Gatto         | Androni      | s.t.     |